# Glissando
Glissando – oznaczenie „płynnego” przejścia od jednego dźwięku do drugiego po kolei poprzez wszystkie możliwe do zaśpiewania czy zagrania na danym instrumencie dźwięki leżące między nimi.
Na instrumentach strunowych z gryfem efekt ten uzyskuje się poprzez przesunięcie palcem po strunie na gryfie podczas wydobywania dźwięku, na instrumentach klawiszowych szybko przesuwa się palcem po białych lub czarnych klawiszach, na harfie – po strunach, na idiofonach sztabkowych lub rurowych – pałeczką po sztabkach (rurach). Na harfie, przyciskając lub zwalniając jej system pedałowy, wyjątkowo da się wykonać glissando, które składa się z kilku zdublowanych dźwięków lub też z przemieszanych dźwięków wyższych i niższych. Na puzonie lub flecie glissandowym glissando wykonuje się poprzez płynny ruch suwaka. Glissando możliwe jest również na kotle – poprzez przyciśniecie lub zwolnienie pedału służącego do przestrajania instrumentu podczas lub po uderzeniu pałką w membranę. Glissando można także wykonać w ograniczonym zakresie na niektórych instrumentach dętych drewnianych – np. na flecie poprzecznym przez zmianę kąta zadęcia, na klarnecie przez specyficzne operowanie klapami (efekt ten wykorzystał m.in. George Gershwin w Błękitnej rapsodii).
Na instrumentach smyczkowych, łącząc technikę glissando z wydobyciem flażoletów naturalnych, uzyskuje się efekt wydobycia kolejnych tonów składowych pustej struny.

## Sposób zapisu glissanda

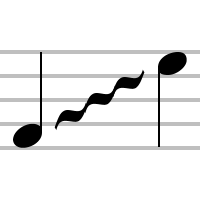
Glissando w zapisie nutowym

Glissando oznacza się słowem glissando (lub gliss.) umieszczonym ponad linią prostą lub falistą od nuty, którą rozpoczynamy glissando do nuty, na której je kończymy.